# Weisiopsis oblonga
Weisiopsis oblonga är en bladmossart som beskrevs av Thériot 1933. Weisiopsis oblonga ingår i släktet Weisiopsis och familjen Pottiaceae. Inga underarter finns listade i Catalogue of Life.